# オットーという男
『オットーという男』（オットーというおとこ、A Man Called Otto）は、2022年のアメリカ合衆国のコメディドラマ映画。
フレドリック・バックマンの小説『幸せなひとりぼっち』を原作とした2015年のスウェーデン映画『幸せなひとりぼっち』のハリウッドリメイク。マーク・フォースター監督、トム・ハンクス主演兼製作。
オットーの若き日は、トム・ハンクスと妻リタ・ウィルソンの次男であるトルーマン・ハンクスが演じている。

## ストーリー
ペンシルベニア州ピッツバーグ郊外の長屋に住む63歳の寡夫、オットー・アンダーソン。鉄鋼会社を定年退職した彼は、半年前に養護教諭だった妻ソーニャを亡くして、皮肉屋で潔癖症の口うるさい老人になっていた。製鉄所での仕事を定年退職に追い込まれた彼は、電気・ガス・電話を解約し、亡き妻を追って自殺を計画していた。
首吊り自殺をしようと首に縄をかけていると、向かいに引っ越してきた夫婦が縦列駐車できず騒いでいたため邪魔される。マリソル、トミー、そして2人の娘アビーとルナである。この新しいお向かいさんはオットーにメキシコ料理を差し入れ、六角レンチを貸してくれるよう頼む。彼らが帰ったあとに、オットーは再び首を吊ろうとするが、縄の留め具が天井から抜け落ちてしまう。床に倒れ込んだオットーは、首つり後に床を汚さないように敷いていた新聞に掲載された花束の2束8ドルという特売広告を見つける。自殺を中断して花束を買いに行き、ソーニャの墓を訪れ、亡き妻に新しい隣人たちのことを報告する。
一夜明けてまどろんでいると過去の記憶が蘇る。若いころ軍隊に入隊しようとしたが、遺伝性の肥大型心筋症が原因で拒否された。落胆してピッツバーグに向かう電車の駅で、向かいのプラットホームを歩く若い女性（後に妻となるソーニャ）が本を落とすのを見かけ、向かいのプラットホームまで駆けつけ、ソーニャの乗った電車に飛び乗り、列車の中で彼女を探して本を渡す。座席に座るようにすすめられて向かい合わせにすわり、互いに自己紹介をする。予定と反対方向の列車に飛び乗ったために、車掌の検札に引っかかり次の駅までの切符を買う羽目になるが、1ドル75セントの切符に手持ちの1ドルでは足りず、ソーニャが小銭を出して渡してくれる。支払いが終わって手元に残った1964年の貴重な銀貨を、「持っておいて」とソーニャが言ってくれる。
オットーは再び自殺を試みる。今度は車庫にとめた車の排気ガスを車内にホースで引き込んで一酸化炭素中毒になる。ソーニャに切符の料金を返すためにプラットホームで待っていると、「それより夕食をごちそうして」といわれて共に食事をした思い出がフラッシュバックする。その時、機械とか自動車のエンジンのような動くものの仕組みが知りたいこと、心臓病のため軍に入隊しておらず、仕事もないことを告白すると、ソーニャは彼にキスをするように促す。回想しながら意識が朦朧としていると、向かいのマリソルがけたたましくガレージのシャッターをたたき、オットーの自殺を中断させる。オットーが貸した梯子からトミーが落ちて足をけがし救急で運ばれたので、自分と子供たちを病院に連れて行ってほしいと頼む。オットーはしぶしぶ承諾し、マリソルと2人の子供を病院に連れて行く。2度目の自殺も失敗した。
オットーは脳裏にソーニャに結婚を申し込んだときのことを思い返しながら、ホームから列車に飛び込んで自殺を図ろうとした。ところが、めまいで気を失った老人が先に線路に転落してしまい、誰も助け上げようとしないのでオットーがその老人を助けるはめになる。線路に残ったオットーは、そのまま列車に轢かれる覚悟をしていると、屈強な男性が手を差し伸べて「早く上がれ、轢かれるぞ」と引っ張り上げられ、間一髪でまたしても自殺は未遂に終わる。
マリソルがオットーに運転免許をとる手伝いをしてくれないかと頼んでいるところに、長屋に居着いている猫が積雪の中で弱っていたのを引き取っていた近所のジミーが、猫アレルギーで飼い続けられないと段ボール箱に入れて連れてくる。オットーはやむをえず引き取ることに。ダブルベッドのソーニャが寝ていた位置には猫が横たわるようになった。
雪が降り積もっている日、オットーが雪かきをしているところに、丸めたチラシを投げて配っていく地元の青年、マルコムがやってきたので苦情を言う。「アンダーソンさんでしょう？」と返したマルコムは、ソーニャが自分の先生であったこと、トランスジェンダーである自分を受け入れてくれた数少ない一人であることを語る。二人の間には友情が芽生え、オットーはマルコムの自転車を修理してあげるようになる。
マリソルの運転の指導をしながら、二人はかつてソーニャとオットーが通ったお気に入りのパン屋を訪れる。パン屋で彼は、ルーベンという男との友情について話す。2人は、オットーが町内会の役員を務め、ルールと秩序を確立するために協力してきた。ルーベンがオットーのシボレーよりフォードやトヨタを好むようになり、オットーに代わって会長を務めるという「クーデター」を起こしたことから、2人は疎遠になった。脳卒中で倒れたルーベンは、現在車いすを使い、妻のアニタと近所のジミーに介護されている。
バイラルビデオに関連してインタビューを試みるシャリ・ケンジーをかわした後、オットーはマリソルとダイ＆メリカの不動産屋に腹を立てる。家に戻りショットガンを顎の下にあて、4度目の自殺を試みるが、娘がジェンダーチェンジしたことに怒った父親から追い出されたマルコムが、泊めてもらいに来て激しくドアをたたくので、またしても自殺は失敗する。

## キャスト
※括弧内は日本語吹替。
- オットー: トム・ハンクス（江原正士）
  - 若い頃のオットー: トルーマン・ハンクス（中村章吾）
- マリソル: マリアナ・トレビーニョ（英語版）（瑚海みどり）
- ソーニャ: レイチェル・ケラー（清水理沙）
- トミー: マヌエル・ガルシア＝ルルフォ（長谷川敦央）
- ジミー: キャメロン・ブリットン（佐々木薫）

## 作品の評価
Rotten Tomatoesによれば、169件の評論のうち高評価は69%にあたる116件で、平均点は10点満点中6.1点、批評家の一致した見解は「戸口ですべての皮肉をチェックし、『オットーという男』がその信頼できる曲調であなたの心の琴線に触れることを許可しなさい。そうすれば歌い出すほどうきうきするかもしれない。」となっている。Metacriticによれば、36件の評論のうち、高評価は12件、賛否混在は21件、低評価は3件で、平均点は100点満点中51点となっている。
また、春日太一 は本作について「心温まる人情喜劇に仕上がっている」「仏頂面の奥底に深い孤独を感じさせる前半。その硬い仏頂面が、一家との触れ合いを通して徐々に柔らかく融けていく後半。時を経て変化していくトム・ハンクスの表情のグラデーションが見事で、気難しく偏屈なオットーがたまらなくチャーミングに映し出されることになった」と評している。